# Broad Channel (métro de New York)
Pour les articles homonymes, voir Broad Channel.
Broad Channel est une station du métro de New York située dans le quartier de Broad Channel dans le sud du Queens. Elle est située sur l'IND Rockaway Line (métros bleus), l'une des deux ramifications sud de la desserte A avec l'IND Rockaway Line et est issue du réseau de l'ancien Independent Subway System (IND).
Un seul service y circule 24/7 : la desserte A. La station est également desservie par le S Rockaway Park Shuttle.